# Poxi (köpinghuvudort i Kina, Jiangsu Sheng, lat 32,30, long 119,31)
Poxi (kinesiska: 朴席, 朴席镇) är en köpinghuvudort i Kina. Den ligger i provinsen Jiangsu, i den östra delen av landet, omkring 55 kilometer nordost om provinshuvudstaden Nanjing. Antalet invånare är 22 078. Befolkningen består av 11 479 kvinnor och 10 599 män. Barn under 15 år utgör 12,0 %, vuxna 15-64 år 68 %, och äldre över 65 år 18,0 %.
Runt Poxi är det tätbefolkat, med 493 invånare per kvadratkilometer. Närmaste större samhälle är Zhenjiang, 16,2 km sydost om Poxi. Trakten runt Poxi består till största delen av jordbruksmark.
Genomsnittlig årsnederbörd är 1 277 millimeter. Den regnigaste månaden är juli, med i genomsnitt 262 mm nederbörd, och den torraste är december, med 31 mm nederbörd.